# Transkrypcja poprawiona języka koreańskiego
Transkrypcja poprawiona języka koreańskiego (ang. Revised Romanization, skrót. RR) – system transkrypcji języka koreańskiego (pisma hangul) na alfabet łaciński (inaczej: latynizacji) opracowany przez Ministerstwo Kultury i Turystyki Korei Południowej i opublikowany w 2000 roku. Obecnie, obok transkrypcji McCune’a-Reischauera, jest on jednym z dwóch najczęściej stosowanych systemów latynizacji tego języka.

## Charakterystyka
System stworzono z myślą o zastąpieniu transkrypcji McCune’a-Reischauera (MCR), która w swojej pierwotnej wersji opracowana została w 1939 roku. Jego podstawową zaletą jest to, że do zapisu wyrazów wykorzystuje się jedynie standardowe litery alfabetu łacińskiego (tożsame z alfabetem angielskim), bez znaków diakrytycznych i apostrofów, często pojawiających się w systemie MCR. Cecha ta była szczególnie istotna w dobie informatyzacji – większość klawiatur nie pozwalała na wprowadzenie liter z brewisem (jak ŏ czy ῠ), stosowanie tych znaków było także niemożliwe m.in. w adresach stron internetowych. W praktyce przed pojawieniem się transkrypcji poprawionej nagminnym było pomijanie znaków specjalnych, co uniemożliwiało rozróżnienie niektórych liter czy głosek, często prowadząc do całkowitego zniekształcenia znaczenia słów.
Zasady transkrypcji są uproszczone względem systemu MCR i nie zawsze oddają w pełni niuanse fonetyczne języka koreańskiego. Zarówno w piśmie hangul jak i transkrypcji poprawionej pojawiają się alofony – ta sama litera może odpowiadać głosce dźwięcznej lub bezdźwięcznej w zależności od położenia w wyrazie. W transkrypcji MCR w sytuacjach tych różnica w wymowie znajduje odzwierciedlenie w zapisie, poprzez stosowanie odrębnych fonemów.
Transkrypcja poprawiona jest łatwiejsza w użyciu niż MCR dla osób, dla których koreański jest językiem ojczystym. W przeciwieństwie do transkrypcji MCR jest też w pełni odwracalna, tj. tekst zlatynizowany tym systemem, można poddać jednoznacznej konwersji na pismo hangul.

## Użycie
Rząd Korei Południowej prowadzi czynną politykę promującą wykorzystanie transkrypcji poprawionej. Od 28 lutego 2002 roku obowiązuje ona we wszystkich wydawanych w tym kraju podręcznikach, a do 31 grudnia 2005 całkowicie wyparła inne systemy transkrypcji na znakach drogowych. Wprowadzenie nowego systemu transkrypcji spotkało się z negatywnym przyjęciem przez społeczeństwo koreańskie. The Korea Herald i The Korea Times, dwa z anglojęzycznych dzienników wydawanych w Korei, początkowo odmówiły jego stosowania. Z czasem nastawienie wobec transkrypcji poprawionej uległo jednak zmianie – w 2017 roku znajdowała się ona w szerokim użyciu.
Poza granicami kraju transkrypcja poprawiona jest rozpowszechniona w użyciu ogólnym i publikacjach popularnonaukowych. W 2017 roku system McCune’a-Reischauera pozostawał jednak dominującym w publikacjach przeznaczonych do nauki języka koreańskiego, jak i anglojęzycznych czasopismach naukowych, w tym tych wydawanych w Korei.
W 2011 roku BGN i PCGN, komisje standaryzacji nazewnictwa geograficznego Stanów Zjednoczonych i Wielkiej Brytanii, przyjęły transkrypcję poprawioną dla nazw geograficznych w Korei Południowej, zastępując system McCune’a-Reischauera (ta pozostaje nadal w użyciu dla nazw w Korei Północnej). Oba systemy latynizacji są obecnie (2019) zalecane przez Komisję Standaryzacji Nazw Geograficznych poza Granicami Rzeczypospolitej Polskiej dla obiektów w obu państwach koreańskich.

## Przykłady
| Nazwa polska | Zapis Hangul | Transkrypcja poprawiona | Transkrypcja McCune’a-Reischauera |
| ------------ | ------------ | ----------------------- | --------------------------------- |
| hangul       | 한글         | hangeul                 | han'gŭl                           |
| Korea        | 한국         | Hanguk                  | Hanguk                            |
| Seul         | 서울         | Seoul                   | Sŏul                              |
| Pusan        | 부산         | Busan                   | Pusan                             |
| Cheongju     | 청주         | Cheongju                | Ch'ŏngju                          |
| Czedżu       | 제주         | Jeju                    | Cheju                             |
| Panmundżom   | 판문점       | Panmunjeom              | P'anmunjŏm                        |